# چین تایپه در المپیک تابستانی ۲۰۲۴
کاروان المپیکی تایوان، یکی از کاروان‌های شرکت‌کننده در بازی‌های المپیک تابستانی ۲۰۲۴ بود. این مسابقات از ۲۶ ژوئیه تا ۱۱ اوت ۲۰۲۴ (۵ تا ۲۱ امرداد ۱۴۰۳ خورشیدی) به میزبانی پاریس، پایتخت فرانسه برگزار شد.
این حضور، یازدهمین حضور این کاروان در بازی‌های المپیک تابستانی بود. تایوان با کسب ۲ مدال طلا و ۵ برنز، در رده‌بندی نهایی این دوره از بازی‌ها، در جایگاه سی و پنجم قرار گرفت.

## مدال‌آوران
| مدال | ورزشکار             | ورزش       | رویداد        | تاریخ  |
| ---- | ------------------- | ---------- | ------------- | ------ |
| طلا  | لی یانگ وانگ چی-لین | بدمینتون   | دونفره مردان  | ۴ اوت  |
| طلا  | لی یو تینگ          | بوکس       | ۵۷ ک.گ زنان   | ۱۰ اوت |
| برنز | لی منگ یوان         | تیراندازی  | اسکیت مردان   | ۳ اوت  |
| برنز | وو شی یی            | بوکس       | ۶۰ ک.گ زنان   | ۳ اوت  |
| برنز | تانگ چیا-هونگ       | ژیمناستیک  | بارفیکس مردان | ۵ اوت  |
| برنز | چن نین چین          | بوکس       | ۶۶ ک.گ زنان   | ۶ اوت  |
| برنز | کو سینگ چون         | وزنه‌برداری | ۵۹ ک.گ زنان   | اوت    |

## شرکت‌کنندگان
در جدول زیر، فهرست ورزش‌هایی که ورزشکاران این کاروان در آنها به رقابت پرداختند.
| ورزش              | مردان | زنان | کل |
| ----------------- | ----- | ---- | -- |
| تیراندازی با کمان | ۳     | ۳    | ۶  |
| دو و میدانی       | ۳     | ۱    | ۴  |
| بدمینتون          | ۴     | ۲    | ۶  |
| بوکس              | ۲     | ۴    | ۶  |
| رقص بریک          | ۱     | ۰    | ۱  |
| قایقرانی          | ۲     | ۱    | ۳  |
| شمشیربازی         | ۱     | ۰    | ۱  |
| گلف               | ۲     | ۲    | ۴  |
| ژیمناستیک         | ۱     | ۱    | ۲  |
| جودو              | ۱     | ۲    | ۳  |
| تیراندازی         | ۲     | ۶    | ۸  |
| شنا               | ۱     | ۱    | ۲  |
| تنیس روی میز      | ۳     | ۳    | ۶  |
| تکواندو           | ۰     | ۱    | ۱  |
| تنیس              | ۰     | ۴    | ۴  |
| وزنه‌برداری        | ۰     | ۳    | ۳  |
| کل                | ۲۶    | ۳۴   | ۶۰ |

## منبع
1. ↑  «اعلام تاریخ دقیق برگزاری المپیک و پارالمپیک ۲۰۲۴ پاریس». تسنیم. ۲۰ بهمن ۱۳۹۶. دریافت‌شده در ۱۲ آذر ۱۴۰۳.
2. ↑  «Medal Count - Paris 2024 Olympic Medal Table». olympics.com. ۱۲ اوت ۲۰۲۴. دریافت‌شده در ۱۷ مهر ۱۴۰۳.